# 劉迺
刘迺（724年—784年），字永夷，唐朝官员。洺州广平县（今河北省鸡泽县东南）人。高祖父刘武干，是中书侍郎刘林甫的从祖兄子。父亲刘如璠，官至昫山丞，赠民部郎中。
刘迺幼年聪颖志学，能背诵《六经》，一日数千言。长大后，文章清雅，为当时推重。天宝年间举进士，为父丁忧，居丧以孝闻名。服丧期满，从调入选曹。刘迺以文部选才未能尽善，致书知铨舍人宋昱。
当年，补剡县尉，改任会稽县尉。宣州观察使殷日用奏为判官，宣慰使李季卿又上表推荐，于是担任大理评事、兼监察御史。转运使刘晏上表推荐他巡行江西，他多免除百姓租赋徭役。改任殿中侍御史、检校仓部员外、民部郎中，充为浙西留后。帮助刘晏征赋，多有裨益，刘晏对他信任。
大历十二年（777年），元载被杀后，刘迺被拜为司门员外郎。大历十四年（779年），崔祐甫秉政，与刘迺友善。加郭子仪尚父，以册礼久废，这时重新实行。崔祐甫令两省官撰册文，并未称旨；刘迺至阁起草立就。几天后，擢升为给事中，转任权知兵部侍郎。杨炎、卢杞为相，五年没有让他实任。建中四年（783年）夏，正式任命为兵部侍郎。
冬天，泾原兵变，唐德宗逃到奉天。刘迺病卧私第，朱泚遣使好言劝诱，他说自己病重。朱泚又令自己的宰相蒋镇亲自来招诱，刘迺托辞自己说不出话来，用艾灸灼烧全身。蒋镇再至，知道他不可胁持，叹息道："蒋镇也曾经忝列曹郎，苟不能死，以至于词，怎可再用自己所受的膻腥，再来污秽贤哲呢？"叹息而退。刘迺听说德宗再逃到梁州，于是自投于床，捶胸呼天，因此病情加重，绝食数日而去世，时年六十岁。唐德宗还京，听说他的忠烈，追赠礼部尚书。其子刘伯刍。刘伯刍子刘宽夫、刘端夫，刘宽夫子刘允章、刘焕章。

## 延伸阅读
[在维基数据编辑]
 在维基文库阅读此作者作品
 《舊唐書·卷153》，出自刘昫《舊唐書》